# 1 Dywizja Jazdy (powstanie listopadowe)
1 Dywizja Jazdy (Dywizja Jankowskiego) – związek taktyczny jazdy okresu powstania listopadowego.

## Struktura organizacyjna
W lutym 1831
- dowódca – gen. bryg. Antoni Jankowski
  - 1 Brygada Jazdy – płk Ambroży Mikołaj Skarżyński
    - 1 pułk strzelców konnych
    - pułk jazdy augustowskiej

  - 2 Brygada Jazdy – płk Henryk Dembiński
    - 3 pułk strzelców konnych
    - pułk jazdy płockiej

W maju 1831
- dowódca – gen. bryg. Jan Tomicki
  - 1 Brygada Jazdy – płk Dezydery Chłapowski
  - 2 Brygada Jazdy – płk J. Miller